# キングギドラ (平成VSシリーズ)
キングギドラ（King Ghidorah）は、東宝の「ゴジラシリーズ」をはじめとした特撮怪獣映画に登場する架空の怪獣である。本項目では、このうち平成VSシリーズの『ゴジラvsキングギドラ』（1991年）などに登場するキングギドラおよびその前身であるドラット、強化されたメカキングギドラを扱う。

## 概要
ラゴス島に放置された3匹のドラットが、1954年のビキニ環礁にて実施された水爆実験の放射線を浴びて1体に融合し、巨大化・凶暴化して誕生した。200年後に超大国となる日本の国力を奪おうと目論む未来人が現代日本に被害を与えようとして誕生させたものであり、彼らの用いる特殊音波によってコントロールされる。
主用武器は引力光線と超音速飛行で発生させる衝撃波。翼を閉じて身を守り、パワーアップしたゴジラの放射熱線をも防ぐが、逃走時には撃ち抜かれて飛行能力が低下する。
20世紀から旧来のゴジラ（かつてビオランテと交戦したゴジラ）が消滅した後、稲妻のような引力光線を吐いて福岡市街と広島市を破壊し、翼から放つ衝撃波で瀬戸大橋を粉砕する。さらには、航空自衛隊のF-15J編隊を寄せつけずに壊滅させ、北海道の網走平原に上陸した新たなゴジラ（ゴジラザウルスから怪獣化したゴジラ）と対峙する。
最初は突進力や空中からのキックなどでゴジラとの戦いを優位に進めるが、未来人が乗るMOTHERのコントロールシステムが破壊された以降は形勢が逆転し、ゴジラに尾をつかまれて何度も地面に叩きつけられる。その後も左右の首で噛みつき、ゴジラの首に中央の首を巻きつかせて締め上げて泡を吹かせるものの、体内放射の直撃を浴びて吹き飛ばされたうえ、放射熱線で中央の首を撃破される。ゴジラがMOTHERを破壊した隙に自身は逃走を図るが、放射熱線で翼を貫かれてオホーツク海沖に墜落し、低温海域へ沈む。
- シリーズで唯一ゴジラと一騎打ちを行ったキングギドラである[23]。
- 書籍『ゴジラvsキングギドラ超全集』では、昭和シリーズのキングギドラとは別種の生物と解釈し、未来人が何らかの手段で入手したキングギドラの遺伝子をドラットに組み込んだキングギドラのクローンとする説と、ドラットが人間と意思疎通を行う能力によって地球人の潜在意識から読み取った恐怖の象徴に擬態したとする説を記述している[40]。田中文雄による小説版では、金星で未来人が宇宙怪獣であるキングギドラの死骸を調査するシーンが存在する[出典 14]。書籍『ゴジラ大百科 [新モスラ編]』では、種族を「未来哺乳類」と記述している[3]。書籍『東宝編 日本特撮映画図鑑』では、「インスタント・キングギドラ」と評している[44]。

## 制作

### 創作経緯
前作『ゴジラvsビオランテ』では新怪獣のビオランテがゴジラの対戦相手を務めたが、同作品の観客動員が伸び悩んだことやビオランテのキャラクター性の弱さが指摘されたことなどから、本作品では劇場アンケートで男子人気1位を獲得したキングギドラが選ばれた。
未来人に操られるという設定は、製作の富山省吾のアイデアによる。富山は、世間で宇宙の知識が広まっており、昭和のままの宇宙怪獣では子供騙しにもならないとの考えであったと述べている。監督の大森一樹は、最初から宇宙怪獣というイメージはなかったといい、未来人の設定を含めて一線を越えないようにしていたと述べている。未来人のタイムマシンであるMOTHERが空飛ぶ円盤型となっているのは、宇宙怪獣であるキングギドラを操る宇宙人がやってきたとのミスリードを誘う狙いもあった。

### 造形
基本デザインは初代のものをそのまま使用しており、頭部のみ西川伸司によって新規にデザインが描かれている。特技監督の川北紘一によれば、生頼範義によるポスターイラストが参考になったという。
造形製作はツエニー。初代の制作にも関わったチーフの村瀬継蔵のもと、村瀬直人（スーツメンテナンス）や浜谷哲裕（原型製作）を加えた計14名のスタッフにより、制作された。村瀬は制作日数を70日と要求していたが、実際の制作期間は40日であった。スーツの制作費は、3,000万円ほどとされる。
昭和版での顔が東洋の龍に近いものだったのに対し、本作品での顔は西洋のドラゴンに近いものとなっている。川北は顔を変更した理由について、デジタル合成に対応するために毛をなくして精悍さを出したと述べている。また、初代では顔のアップがあまりなかったため、アップを活かすために精悍なイメージにしたかったとも述べている。目は鋭い縦長の猫目風となっている。合成の都合を考慮し、昭和版にあってデザイン画にも描かれていた頭頂部の三日月形の角と頭部のたてがみ状の毛が、本作品でのスーツでは廃されている。その代わり、大小10本の角と小さなトゲの列が並んでいる。首の蛇腹は1列が4つのブロックに分かれている。3つの首は、区別のためにスタッフからそれぞれ一郎（右）・二郎（中央）・三郎（左）と呼ばれていた。尾の先端も昭和版の毛筆状だった形状に対し、多数の棘の生えた扇に近い形となっている。
スーツは4万枚の鱗を1枚ずつ手作業で貼り付ける手間のかかる手法を用いたことから1着しか制作されず、海底での中央の首のないものやメカキングギドラなどにも流用されている。鱗の制作には20人のアルバイトが動員されたが、その募集には3倍の60人が応募していた。鱗は、シリコンにラテックスを塗ってストーブで乾かすという作業を繰り返して完成するため、1日に制作できる量は300枚から500枚ほどであった。昭和版のスーツでは鱗は固定されていたが、本作品では接着剤の向上を受けて鱗の3分の1を貼り付けるだけで固定できたため、スーツの動きに合わせて鱗も動く形となっている。筋肉の盛り上がりを表現するため、鱗の大きさを8段階で変化させている。格闘シーンで破損するため、鱗のスペアを常備していたが、実際に貼り直したのは火薬で汚れたものを変えた程度であった。
胴体にはブリヂストン製のウレタン、翼の骨組みには初代と同じ竹、翼にはナイロン製のテント生地を用いている。翼のヒンジ部分は鉄板で補強されており、スーツアクターの着脱時はこれを外している。骨組みの竹を傷つけないよう、翼はネジで挟み込むかたちで固定されており、着脱が容易であることからメンテナンス性も高い。
頭部には3本ともリモコンによる口や目の可動ギミックが仕込まれているため、内蔵ギミックのなかった昭和版より重くなっており、操演が難しいものとなった。また、川北は顔の造形を気に入ってアップを多くしたが、スタッフからはピアノ線が目立つために敬遠されたという。川北は、アップ用の首だけでも良かったと述懐しており、欲張ったつけが回ってきたとも述べている。
自重ゆえに自力の歩行が困難であるため、移動シーンのほとんどはスーツを吊って表現している。使用したピアノ線は首に2本（3つで6本）、尾に2本（2つで4本）、翼に2本（2枚で4本）、胴体に2本の合計16本。操演スタッフ7-8人（通常9人、最大12人）によってコントロールされ、早く動かさずゆっくり回して動かすことにより、初代の動きを再現した。スーツを移動させるには、20人近いスタッフが総出で行わなければならなかった。飛行シーンでは、スーツの大きさにあわせた操演用の枠に滑車を固定して作業の効率化を図っている。
体色には塗料は使用せず、金粉をビニール系溶剤のベルトミンに練り合わせたものを塗っている。一度全身を金色に塗ったあと、シャドウを足して立体感を表現している。下地は黄色にすることで、鱗が剥がれても目立たないようにしている。川北によれば、昭和版には色のイメージが複数存在したため、配色を決めるのに揉めたという。
ゴジラの熱線で翼が溶けるシーンは、穴を開けた翼に着色したサランラップを貼って表現している。中央の首が吹き飛ばされるシーンでは、爆発と同時にピアノ線で外した首を牽引し、鉄筒から窒素ガスで金粉を噴出させている。
資料によっては、メカギドラとの対比として「生ギドラ」とも呼称している。映画本編とは逆に撮影ではメカギドラでの新宿決戦から先に撮り、その後でこの生ギドラとなって映画中盤のシーンを撮影したあと、北海道の戦いで使われた。
東宝特美によって製作された飛行用の3分の1スケールのミニチュアも同様。原型は小林知己が手掛けた。翼にはモーターで羽ばたくギミックが仕込まれている。このミニチュアは、形を崩さないよう、造形作業や撮影待機時も吊ったままの状態で置かれていた。地上を横切る影の撮影にはバンダイのプラモデルを流用している。
1992年3月16日に、キングギドラの頭部原型が『ゴジラvsモスラ』で待機中であったゴジラの撮影用スーツとともに東宝撮影所から盗難された。その後、盗難された造形物は発見されたが、犯人は明らかになっていない。
クランクインの1週間前に行われた操演部のリハーサルでは、エキスプロダクションがCM用に制作したが企画自体がお蔵入りとなっていたキングギドラのスーツが用いられた。川北はこの時の映像を特報にも使用した。このスーツは、イベントで展示されたのち一時所在不明となっていたが、2014年に頭部の1つが発見され、2019年までに残る2つも見つかっている。

### 撮影・演出
スーツアクターは破李拳竜。当初は福田亘が配役されていたが、長身である彼に合わせるとスーツが大きくなりすぎてしまうため、ゴジラザウルスを演じる予定であった破李拳と配役が入れ替えられた。破李拳はこのことについて、ピクトリアルスケッチを担当したのちにキングギドラ役を自ら志願したと証言している。川北によれば、スーツアクターが演じたのは3カット程度で、それ以外はすべて操演による。操演は、初代も担当した松本光司が指揮した。
川北は、キングギドラは肉弾戦が撮影しづらいために光線技を強調したといい、これによって平成VSシリーズでの一つの形ができたと述べている。また、キングギドラは空を飛んでいるという印象があるが、実際に円谷英二時代の映像を見るとあまり飛んでいないため、飛翔する怪獣であることを強調したとしている。
福岡を襲撃するシーンは、映画『空の大怪獣 ラドン』（1956年）でのラドンの福岡襲撃シーンをオマージュしている。ミニチュアの都合からセットでは2方向からしか撮影できなかったため、実景でキングギドラの主観カットを加えている。自衛隊との戦闘シーンも、ラドンの空中戦をイメージしている。建物を真上から踏み潰す描写は、川北が映画『怪獣大戦争』（1965年）でのキングギドラが工場の屋根を踏み潰すシーンから発想した。
F-15Jとの空中戦のシーンは、ミニチュアを横に吊って撮影している。この手法は、川北が映画『零戦燃ゆ』（1984年）で用いたものである。
引力光線の作画合成は、昭和シリーズのものを踏襲しつつより強力なイメージで描写された。引力光線が地上に当たった際の描写は、火薬を1つ1つ仕掛ける地走りではなく、点火が1か所で済む速火線が用いられた。また、発射時にはキングギドラに黄色い照明を当てて光線の照り返しを表現している。
中央の首が撃破されるシーンでは、子供層への配慮や海外での規制を考慮し、血ではなく金粉を噴出させている。本作品以降、川北は金粉による演出を多用するようになるが、後始末が大変ゆえにスタッフからは敬遠されていたという。また、特殊効果助手の岩田安司によれば、同時に火花を散らす描写で金粉に着火してしまい、粉塵爆発のような状態になったという。
海上への墜落シーンは、東宝スタジオ大プールにて大型クレーンを用いて撮影された。海へ落ちる際の主観カットは、カメラをクレーンで吊り上げた映像を逆転させている。海底に沈んだキングギドラのシーンは、スタジオ内の疑似海底セットでスーツを土に埋めている。
鳴き声はラドンの声を使用（加工されている）。

## ドラット
23世紀から来た未来人の説明によれば、未来の地球でブームとなっている未来の遺伝子工学で作り出された人間によく懐くおとなしい人工愛玩動物とされているが、実際には23世紀のバイオテクノロジーと遺伝子操作によって生み出された、コウモリとネコの中間のような小型の生物兵器。角ではなくネコのような耳となっており、緑色の頭髪が生えている。特殊な笛から発する特定の音波によって飼い主を識別し、意思を伝える。
劇中に登場した3匹のドラットは、あらかじめ核実験のエネルギーを吸収して1体のキングギドラへと合体・突然変異するようバイオプログラミングと遺伝子操作がされており、タイムワープで核実験の爆心地となるマーシャル諸島のラゴス島に置き去りにされた結果、そこで行われた核実験の放射線により、未来人の目論見通りにキングギドラへの合体変異を遂げる。
- 小説版では、金星に眠る宇宙超怪獣キングギドラの遺体から体組織を回収してドラットが作られる過程が描かれている[41]。
- 書籍『最新ゴジラ大百科』では、ドラットには重力制御技術を応用したクォーク/グルーオン・プラズマ電池が内蔵されており、食料を必要とせず生存できるほか、キングギドラに変化した際の飛行能力や引力光線もこれに由来するものと記述している[125]。また、本来ドラットは3匹がそれぞれキングギドラに変化する予定であったが、DNAの破損が予想以上に大きかったため、それぞれ補うために一体化したとしている[125]。
- 劇団こがねむしによる怪獣人形劇「ゲキゴジ」「ゴジばん」にも登場する[126]。

### 制作（ドラット）
監督の大森一樹は、映画『グレムリン』（1984年）を意識しており、シノプシスの説明にも明記していた。ネーミングは「ドラゴンペット」に由来したものとなっている。大森により最初期に書かれたストーリー概要では、「ドラロン」という名称であった。大森は、これがキングギドラの原型となることに反発するファンもいるだろうと想定していたが、本作品では外部の声を汲み取るよりも最小公倍数を目指したと述べている。
デザインは西川伸司が担当。デザイン作業は特撮班の主導で行われた。脚本では「コウモリとネコを合わせたような合成生物」と記述されており、これに準じたデザインも吉田穣によって描かれている。デザイン画ではネコを意識したものや腕が付いているもののほか、ドラゴンの子供をイメージしたものも描かれた。
造型はベル工芸が担当。造形物は同型の人形が3体造られ、そのうち1体のみが手を入れて操る口や目が動くアップ用の上半身モデルとなっている。
撮影は本編班が担当しており、パペットの操作は本編助監督のほか、エミー・カノー役の中川安奈も行なっている。しかし、大森にはDVDのオーディオコメンタリーで「どう見てもオモチャにしか見えない」と嘆かれていた。本編装飾の遠藤雄一郎は、ベル工芸はメカなどは得意としていたが生物は苦手な感じがあったと評しており、完成した際に大森が絶句していたことも証言している。大森によれば、特撮の予算に入らなかったために本編美術でまかなうことになり、特撮班からの協力は得られなかったという。
音楽を担当した伊福部昭は、ドラットが哺乳類にしか見えなかったといい、これが爬虫類的なキングギドラに変わるのはおかしいと指摘したが、大森はそこまで気づかなかったと述べたという。

## メカキングギドラ
1992年に北海道の網走にてゴジラに敗れて以来、212年間も仮死状態でオホーツク海沖の低温海域に沈んでいたキングギドラを、2204年に地球連邦機関が回収して23世紀の科学力で改造する手術を施して強化再生したサイボーグ怪獣。
失われた中央の首のほか、胴体や翼と尾の先端、膝から脛など各部が機械化されている。左右の首からは改造前と同じ黄色い引力光線、中央のメカヘッドの上顎からは引力光線以上の威力を持つ赤と青が絡み合うレーザー光線を発射できるほか、腹部にはゴジラ捕獲用兵器としてボディーに4か所あるハッチからワイヤー、ボディー中央部から伸長するマシンハンドを装備している。マシンハンドは、捕獲したゴジラに高圧電流を浴びせることができる。中央のメカヘッドの付け根に小型タイムマシン「KIDS」を改造したコックピット兼緊急脱出装置があり、エミー・カノーが搭乗する。
3つのロックオンサイトで光線の照射を操作し、コックピット内に追加されたタッチパネルで3つの長い首の神経に命令を伝達し、巻きつきや噛みつきといった動作を行わせることができる。その巨体ゆえに敏捷な起動は難しく、2枚の翼は機械製になっているため、空気を捕らえて浮力を得ることも難しい。そのため、飛行はホバリングが主になっている（能力は高く、破れた状態でもゴジラを懸架したまま飛行する）。この能力を利用し、転倒状態から一瞬で起き上がることが可能である。KIDSと合体しているため、単独でのタイムワープが可能。コ・パイとしてアンドロイドM11のAIが搭載されており、これによって制御され、KIDSパイロットによって操縦される。
1992年に新宿の東京都庁舎付近にて暴れるゴジラの前に出現。ゴジラを都庁舎の下敷きにするものの反撃されて翼を損傷して墜落し、一時はエミーが気絶するなど苦戦するが、ゴジラを腹部中央部のマシンハンドで拘束する。どこかへ運び去ろうとするが、戦闘によるダメージが蓄積していたうえ、なおも暴れるゴジラから至近距離で放射熱線を浴びせられた結果、海に墜落してともに小笠原海溝へ沈む。エミーはKIDSで脱出し、23世紀へ帰還する。
その首の残骸は、次々作『ゴジラvsメカゴジラ』（1993年）でG対策センターによって海底から引き上げられ、その技術を解析した結果、対G超兵器のメカゴジラが完成する。同作品の冒頭では、メカキングギドラの中央のメカ首がG対策センターに保管されているシーンがある。
なお、劇中では未呼称で、名前が呼ばれるのは『vsメカゴジラ』の冒頭ナレーションでのみ。
- 通称はメカギドラ[44]。
- メカキングギドラは富山により発案されたもので、ファミリー映画として数多くのキャラクターを家族で楽しんでもらうことを意図していたという[53]。
- メカキングギドラのソフビ人形は、当時圧倒的な売り上げを誇っていたスーパー戦隊シリーズの戦隊ロボを抜いて1位となった[164]。デザインを担当した西川伸司によれば、この結果を受けて『vsメカゴジラ』のメカゴジラは玩具化を視野に入れたデザインになったと述べている[164]。
- 『ゴジラ・モスラ・キングギドラ 大怪獣総攻撃』（2001年）の監督を務めた金子修介は、同作品以前のゴジラシリーズの怪獣ではメカキングギドラを好きな怪獣に挙げている[165]。

### デザイン（メカキングギドラ）
デザインは西川伸司が担当。西川のほか、破李拳竜もデザイン案を描いている。西川は、最初からキングギドラのスーツの流用が決まっていたためにデザイン上の制約が多く、苦労した旨を語っている。中央の首が金属質であることや、胴体からマジックハンドが出ることなどは脚本で指定されていたという。また、装甲を被せる都合ゆえに凹ませるディテールが入れられず、盛っていくとスーツの重量が増してしまうため、胴体は凹凸の少なく薄いものとするしかなかったと述べている。メカ部分を最低限にしたものや、2本首以外の全身が装甲で覆われたものも描かれたが、役者が歩けなくなるために股関部や足首などはオミットされた。
翼は平面的な板状を避け、風を受けてたわんだ状態をイメージした立体的な構造とすることが目指された。最初はブルマァクから発売されていた玩具「ジンクロン」シリーズでのキングギドラの翼を参考にした扇状のものが描かれ、最終的にスター・ウォーズシリーズのTIEアドバンストを模した屏風型となった。西川は翼のメッシュはソーラーパネルとされることもあるが、飛行時には陰となってしまうこともあり、本来は反重力浮揚システムと想定していたという。
頭部は、川北から1つ目という案に基づいたガイガンをモチーフとしたものなども描かれたが、最終的に「いいモノの眼は丸い」という川北の持論により緑色の丸い眼のデザインとなった。また、スーツの納品時に追加で口の中もデザインされている。頭頂部のアンテナは三日月角モチーフの名残であり、頭頂部のノズルは素早く正確にレーザー砲の頭部を動かすためのバーニアを想定したデザインとなっている。中央のメカ首は9個のブロックで構成されている。
川北はマシンハンドを気に入った旨を発言しており、西川は現実的ではないとわかっていて描いたが、無茶をやったのが良かったのではないかと述べている。ただし、川北はCGでの回転描写については憤っていたという。
尾の先端はビーム発射口と想定しており、西川は尾を第4・第5の頭部と解釈していた。中央の赤い部分は口の中と同様にレーザー砲で、首と合わせて同時に5本の光線を発射可能という、視覚的に分かりやすいパワーアップを狙ったという。
同じ東宝メカ怪獣であるメカゴジラをイメージし、頭部や胴体のハッチはメカゴジラと同型の台形としている。

### 造形（メカキングギドラ）
スーツはキングギドラの上にFRPの別パーツを被せる方式で製作されたが、そのためにスーツの重量は約300キログラムにもなり、スーツアクターが中に入って動くことはほぼ不可能であった。
翼は、セットとの兼ね合いからデザインよりも小さく作られた。翼の素材には、1ミリメートル厚のポリカーボンに建築用の鉄のメッシュを貼り付けたものを用いており、硬さと軽さを兼ね備えていることからの選定であったが、結果的には翼だけで70キログラムから80キログラムとなった。
当初は足にプロテクターは装着しない予定であったが、スーツの納品1週間前に制作が決まったことによる急造ゆえ、デザイン画とも形状が異なっている。
首を交差させる撮影では、ピアノ線による操演は難しいため、外した頭部をスタッフが手に持って動かしている。
飛行用の3分の1スケールのミニチュアもメカパーツをキングギドラの飛行モデルに追加・改修して使用され、都庁舎上空の飛行シーンではクレーンで吊るされてオープンセットで撮影された。
操縦席のセットには、KIDSのセットを流用している。コンソールなどには排水口の網や鍋の蓋などキッチン用品を塗装・改造したものが使われている。スイッチ類はゴジラ捕獲装置のもの以外は決まっておらず、エミー役の中川安奈がビームのボタンなどを自身で決めて演じていた。
『ゴジラvsメカゴジラ』では、メカキングギドラの解析CGがマリンポストにより新規に制作された。

### 撮影・演出（メカキングギドラ）
川北は、改造前との違いを明確にするため、戦い方や光線の描写を変えている。特に、捕獲装置でゴジラを捕らえるシーンを気に入っており、撮影でもノリに乗っていたと述懐している。脚本では、ワイヤーハンドは6本と記述していた。
初登場シーンは、『三大怪獣 地球最大の決戦』（1964年）でのキングギドラの登場シーンをオマージュしている。昭和版の炎に対し、本作品では稲妻をイメージさせている。
スーツの構造上、安全性の観点から「中に人を入れるのは危険」と判断され、スーツアクターを入れず、歩くこともない操演のみの形で撮影が行われた。スーツアクターとして予定されていた破李拳竜は、操演に参加した。
スーツ重量の増加にともない、操演用のワイヤーも18本に増えた。ワイヤー自体も太いものが用いられ、一部は合成で消す処理をしなければならなかった。飛び上がるシーンでは、電動ウィンチでワイヤーを巻き上げている。
スーツの重みに吊っていたワイヤーが耐えきれず、撮影前に都庁舎のセットを壊してしまうというハプニングも起きた。操演助手の白石雅彦は、スーツの重量によりクレーンの先端がひしゃげたためピアノ線を太いものに変えたが、ピアノ線の長さや太さから思うように結べず、結び目が甘くなっていたと述懐している。
メカキングギドラの撮影初日は、翼にダメージを受けた後であったため、新品の翼に穴を開けることとなった。
東京都庁舎を背にしたゴジラと対峙するという位置取りのため、正面からとらえたスチールが少ない。
ゴジラ捕獲装置の射出には、水中銃の要領でゴムによって打ち出すギミックを用いている。後の『vsメカゴジラ』でも、メカゴジラのショック・アンカーで同様のギミックが用いられている。
絵コンテでは、3本の首から放つ光線を収束させたトリプルビームという技が描写されていたが、撮影では口の操作担当が1人しかおらず、コンピュータ制御では口の開閉がランダムになってしまうことからタイミングが合わず、実現しなかった。児童誌では、この技も紹介されていた。この形態の必殺技は2024年の『フェス・ゴジラ5』のギドラ・グラビティでようやく実現した。
破李拳によるピクトリアルスケッチでは、テレビアニメ『宇宙戦艦ヤマト』に登場する反射衛星砲をイメージしてビルの窓を用いて光線を反射する攻撃や、反重力装置で瓦礫を舞い上がらせるなどの案が描かれていた。
準備稿では、マシンハンドで捕らえたゴジラを海上で切り離し、メカキングギドラのまま未来へ帰るという展開であった。
コクピット内のシーンは特撮班のクランクアップ後に撮影しており、特撮映像を参考にしながら必要なカットを設けている。

## 備考
2023年に展開されたゴジラシリーズとテレビアニメ『呪術廻戦』の初コラボレーショングッズのうち、キングギドラについてはVS版に準じたデザインで描かれている（相手は五条悟）。
2023年5月1日に発売されたチェリオコーポレーションのエナジードリンク「GODZILLA ENERGY III」のパッケージには、『vsキングギドラ』でゴジラの首に絡みつくシーンが採用されている。